# Jean Joseph Magdeleine Pijon
Jean Joseph Magdeleine Pijon, o Jean Pigeon (n7 de septiembre de 1758 - 5 de abril de 1799), fue un general francés que combatió durante las Guerras Revolucionarias Francesas. Lideró una columna de ataque en Loano a finales de 1795. Estuvo al mando de una brigada del ejército de Italia de Napoleón Bonaparte durante varias campañas. En 1796 luchó en Lonato donde fue capturado, en Rovereto, donde estuvo en el frente de batalla, en Bassano, donde dirigió la vanguardia, y al principio de la campaña de Arcole, donde fue herido. En Italia durante 1799, luchó en Verona y falleció en Magnano. Pijon es uno de los nombres inscritos en el Arco de Triunfo, específicamente está en la columna 27.

## Guerra de la Primera Coalición

### Loano y Voltri
Pijon nació el 7 de septiembre de 1758 en Lavaur en lo que luego se convirtió en el departamento de Tarn en el suroeste de Francia. No se sabe nada sobre sus primeros años. Se unió al ejército de la Primera República Francesa y ascendió de rango para convertirse en jefe de brigada de la Demi-Brigada de Infantería de Línea 21.º el 21 de diciembre de 1793. Fue ascendido a general de brigada el 3 de diciembre de 1794.
En 1795 Pijon sirvió en el ejército de Italia. Pijon y Barthélemy Catherine Joubert encabezaron dos columnas de asalto en la batalla de Loano el 23 de noviembre de 1795. Las columnas capturaron dos reductos en la cima de una colina que era defendida por 1.200 austriacos y siete cañones. Los franceses sufrieron 2.500 bajas entre muertos y heridos, además 500 hombres fueron capturados, mientras que infligieron 3.000 bajas a sus oponentes austro-sardos. Además, los franceses capturaron 4.000 soldados, 48 cañones y cinco estandartes.
El 4 de abril de 1796 una orden de batalla incluía a Pijon como brigadista en la división de Amédée Emmanuel François Laharpe en la Campaña de Montenotte. La división de Laharpe estaba formada por las Demi-Brigadas de Infantería Ligera 17.º y 22.º y las Demi-Brigadas de Infantería de Línea 32.º y 75.º. El 24 de marzo, Pijon dirigió una fuerza compuesta por las líneas 51.º y 75.º, las cuales ocuparon Voltri en las afueras de Génova. Entre sus responsabilidades estaba la defensa de un importante reducto en la cima del Monte Negino cerca de Cairo Montenotte. Alegando enfermedad, pidió ser relevado el 31 de marzo. En consecuencia, la batalla de Voltri, el 10 de abril, fue dirigida por el coronel Jean-Baptiste Cervoni.

### Castiglione a Arcole

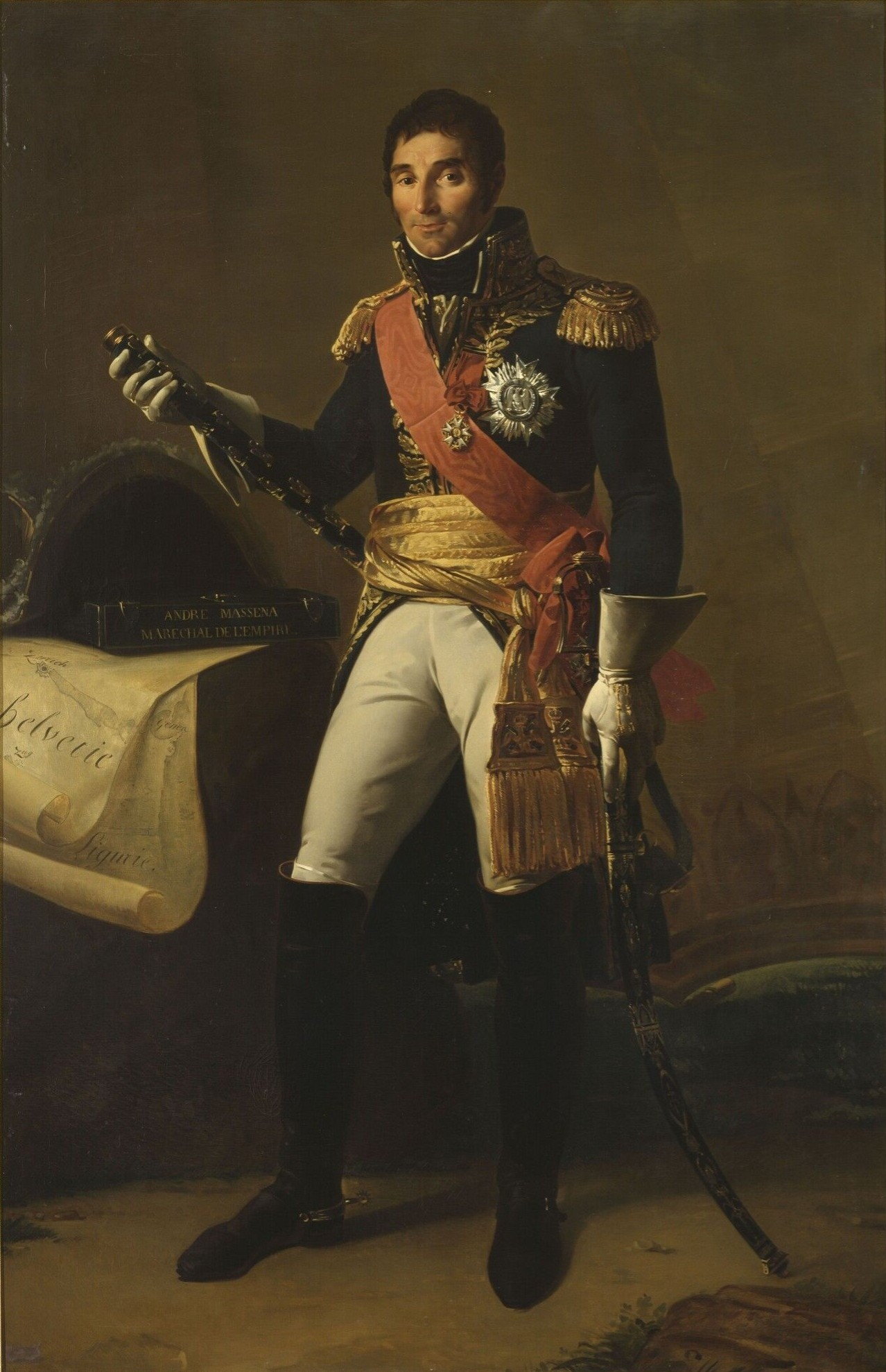
Pijon estuvo en la división de André Masséna durante la mayor parte de la campaña de 1796.

Pijon fue uno de los seis brigadistas en la división de 15.391 hombres de André Masséna en la orden de batalla de la Campaña de Castiglione. El 29 de julio, las brigadas de Pijon y Louis-Vincent-Joseph Le Blond de Saint-Hilaire fueron atacadas por los austriacos de Dagobert Sigmund von Wurmser en Rivoli Veronese. Superados en número (22.000 a 10.000), los franceses fueron derrotados, sufriendo pérdidas de 1.200 muertos y heridos. además de que 1.600 hombres y nueve cañones fueron capturados. Los austriacos sufrieron solo 800 bajas. Con la esperanza de bloquear el avance de Wurmser, Masséna desplegó a Pijon y Claude Victor Perrin en Piovezzano, cerca de Pastrengo, al día siguiente.
La mañana del 3 de agosto marcó el comienzo de la compleja Batalla de Lonato, la cual enfrentó a los franceses contra el cuerpo de Peter Vitus von Quosdanovich. Pijon fue capturado y su brigada fue expulsada de Lonato del Garda cuando la columna austriaca de Joseph Ocskay von Ocsko asaltó repentinamente la ciudad. El derrotado Quosdanovich decidió retirarse a las montañas esa noche. En medio de la confusión, una de sus columnas fue cortada y decidieron escapar hacia el oeste. Estas tropas llegaron a Lonato a las 5:00 a. m. del 4 de agosto. Fueron engañados y rodeados por Bonaparte, quien tenía solamente 1.200 soldados disponibles. Aproximadamente 2.000 austríacos de los regimientos de infantería De Vins Nr. 37 y Erbach Nr. 42 fueron hechos prisioneros. Este acontecimiento liberó a Pijon del cautiverio.
Bonaparte decidió lanzar tres divisiones en una ofensiva hacia el norte. El 3 de septiembre de 1796, Pijon informó a su comandante que los austríacos estaban defendiendo Serravalle cerca de Ala. Bonaparte ordenó un ataque y Pijon empujó a los soldados de Josef Philipp Vukassovich fuera de la aldea. Jugó un papel importante en la batalla de Rovereto el 4 de septiembre. Su movimiento de flanqueo hizo que los austriacos se retiraran de Marco. Más tarde, ayudó a romper la posición de bloqueo del enemigo en Calliano. Después de vencer a los austríacos en la batalla de Bassano el 8 de septiembre, Bonaparte persiguió a Wurmser hacia Mantua. Masséna alcanzó a los austríacos en Cerea el 11 de septiembre. Al principio, Pijon y Joaquín Murat capturaron la ciudad que estaba en manos de Peter Karl Ott von Bátorkéz. Ott logró retomar el lugar y los franceses tuvieron que esperar a que llegara la brigada de Víctor antes de atacar nuevamente a las 2:00 p. m. Sin embargo, también llegó el grueso de la columna de Wurmser y el día terminó con una derrota francesa, sufriendo pérdidas de 400 bajas, 736 prisioneros y siete cañones. Las pérdidas austriacas no se conocen aunque el Regimiento de Infantería de Esterhazy Nr. 34 fue vapuleado en la acción.
El 12 de noviembre de 1796 la orden de batalla de la campaña de Arcole nombró a Pijon como uno de los cinco brigadistas en la división de 9.540 hombres de Masséna. Después de ser derrotado en la Segunda Batalla de Bassano y en la Batalla de Caldiero a principios de noviembre, Bonaparte escribió una desesperada carta al Directorio francés. En él, Bonaparte afirmó que sus mejores soldados y oficiales estaban muertos o heridos. Enumeró a 12 generales que habían sido heridos recientemente y la lista incluía a Pijon. Aparentemente, Pijon no se recuperó a tiempo para la Batalla de Rivoli en enero de 1797, porque no figura en la orden de batalla de la Campaña de Rivoli.

## Guerra de la Segunda Coalición

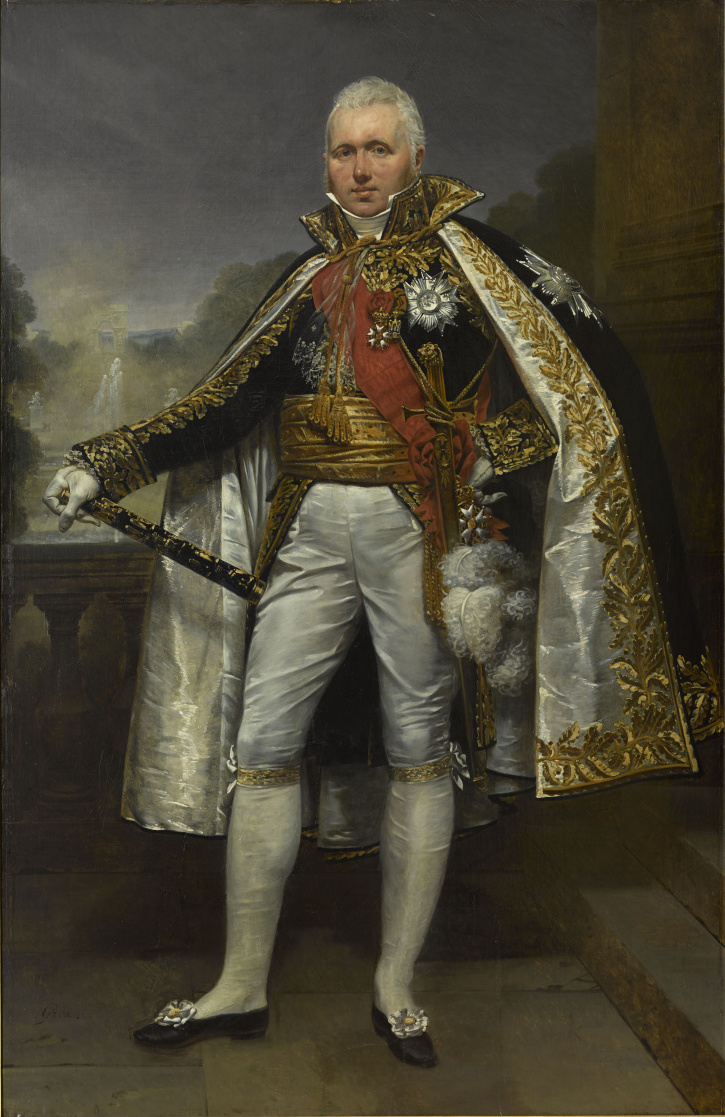
Pijon estaba en la división de Claude Victor en Magnano.

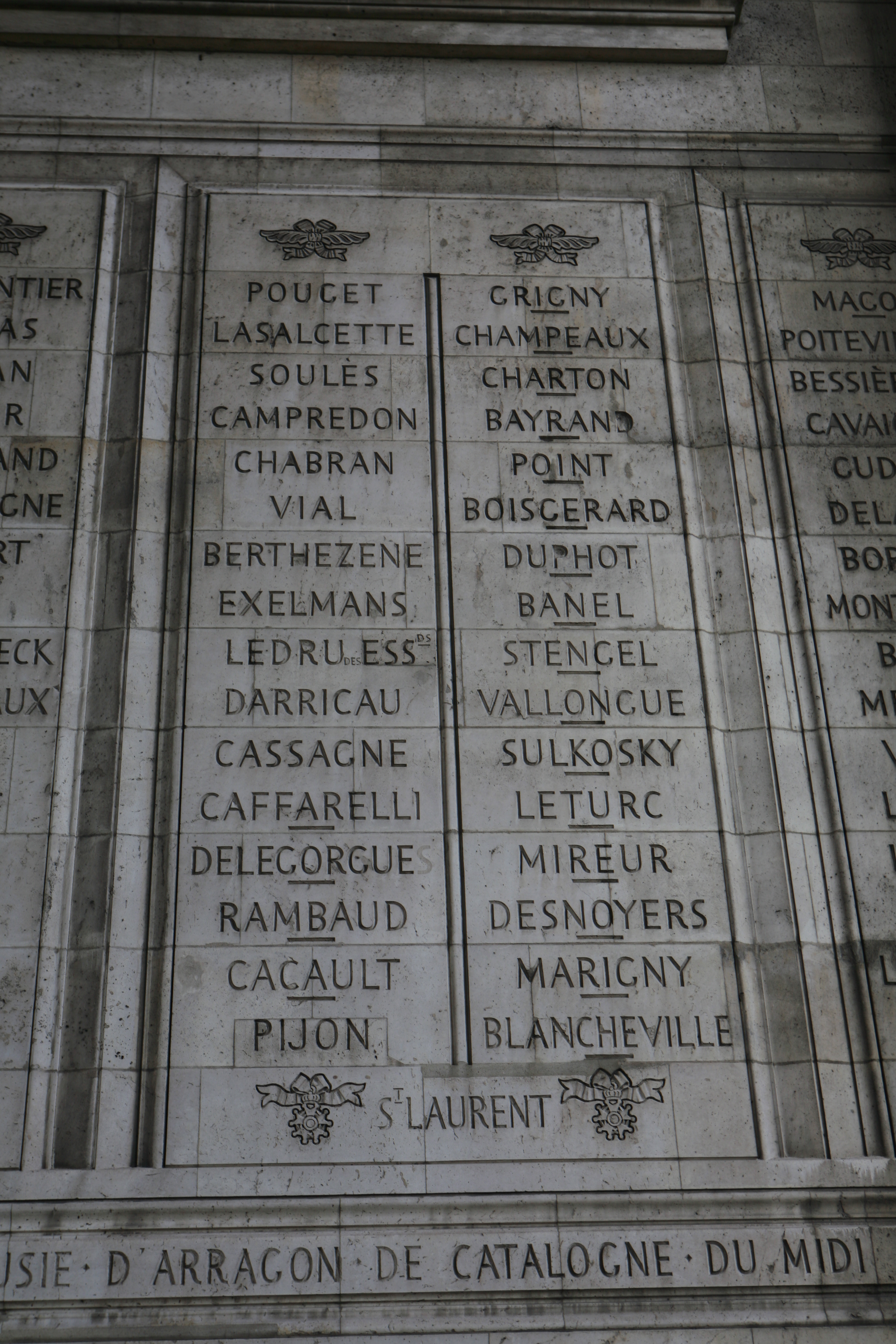
El nombre de Pijon está inscrito en el Arco de Triunfo (en la parte inferior izquierda).

Pijon luchó en la batalla de Verona el 26 de marzo de 1799. En esta acción, él y Jacques-Antoine de Chambarlhac de Laubespin eran brigadistas en la división de Víctor. La división incluía las Demi-Brigadas de Infantería de Línea 56.º, 92.º y 99.º, la 1.ª Legión Helvética, la 1.ª Legión Polaca, 1.000 jinetes y una batería de artillería. La acción no fue concluyente. En Pastrengo, en el norte, los franceses triunfaron, en Verona, en el centro, ningún lado tenía ventaja, mientras que en Legnago, en el sur, los austriacos salieron victoriosos.
En la batalla de Magnano del 5 de abril de 1799, Pijon comandó a 1.900 hombres de la 56.º Línea y 253 soldados del 18.º Regimiento de Caballería en la división de Víctor. Según el plan del comandante del ejército Barthélemy Louis Joseph Schérer, las divisiones de Victor y Paul Grenier debían avanzar al amanecer por el flanco derecho. Empezaron tarde y pronto se encontraron con la división austriaca de Karl Mercandin aproximadamente a las 11:00 a. m. Después de una lucha, vencieron a sus oponentes y mataron a Mercandin. Sin embargo, el comandante del ejército austríaco Paul Kray lanzó un poderoso contraataque que rompió a la división de Victor y obligó a Grenier a retirarse. Durante la confusa retirada francesa, los austriacos cruzaron la línea de retirada de Pijón cerca de Villafontana. Pijon ordenó un ataque con bayoneta para salir de la trampa, pero fue rechazado. Ante esto, la cohesión de la Línea 56.º se derrumbó y el regimiento se desintegró. Algunos oficiales que intentaron movilizar a los soldados desmoralizados fueron abatidos por sus propios hombres. En la confusión, Pijón fue herido de muerte, probablemente por fuego amigo. La mayoría de los soldados de la 56.º Línea fueron detenidos y capturados. Pijon murió el 5 de abril de 1799 en Isola della Scala.